# Mecyna amasialis
Mecyna amasialis is een vlinder uit de familie van de grasmotten (Crambidae), uit de onderfamilie van de Spilomelinae. De wetenschappelijke naam van deze soort is voor het eerst voorgesteld als Botys amasialis door Otto Staudinger in een publicatie uit 1880.
De soort komt voor in Turkije.